# لوكا نيجري
لوكا نيجري (بالإيطالية: Luca Negri)‏ هو راكب الكنو إيطالي، ولد في 4 أكتوبر 1973 في بافيا في إيطاليا.

## وصلات خارجية
- لوكا نيجري على موقع اللجنة الأولمبية الدولية (الإنجليزية)
- لوكا نيجري على موقع أوليمبيديا (الإنجليزية)